# Orrefors
Orrefors er en bebyggelse i Hälleberga sogn, Nybro kommun, Kalmar län, Småland i Sverige med 663(2023) indbyggere.
Orrefors voksede frem omkring jernværket Orrefors Hammarsmedja, og er først og fremmest kendt for glasbruket med samme navn.

## Orrefors Hammarsmedja
I 1726 fik Lars Johan Silfversparre tilladelse til at anlægge et jernværk på Orranäs sætteris område. Jernværket fik navnet Orrefors og omfattede højovn, hammersmedje og klejnsmedje. I den sene del af 1700-tallet udvidedes værket med en sømsmedje. Orrefors var i midten af 1800-tallet Kalmar läns største stangjernsværk. Selvom myremalm fandtes omkring Orrefors var det ikke tilstrækkeligt og bjergmalm importeredes fra Bergslagen.
Orrefors var et moderne jernværk med det nyeste udstyr til jernfremstilling, men i løbet af 1880'erne ophørte stangjernproduktionen ved Orrefors, klejnsmedjen fortsatte i nogle år. Indtil 1896 var der fuld drift i hammersmedjen. Jernfremstillingen blev endeligt opgivet i 1914. I 1898 indrettede Orrefors bruk AB fremstillingen mod glas.

## Orrefors glasbruk
Orrefors glasbruk var et glasværk, der blev grundlagt i 1898, og var længe et af Sveriges mest navnkundige glasbruk. Fremgangen for bruket sikredes med ansættelse af formgivere i 1920'erne. Bruket vakte opsigt ved Göteborgsutställningen 1923 og Verdensudstillingen i Paris i 1925. I midten af 1900-tallet fik svenskt glas og Orrefors internationalt omdømme som noget af det fineste i verden.
I 1990 overtog Orrefors glasbruket Kosta Boda, hvorefter Orrefors Kosta Boda AB indgik i Royal Scandinavia i 1997, senere, i 2005 blev Orrefors Kosta Boda overtaget af den svenske koncern New Wave Group.
Glasbrukets produktion i Orrefors ophørte i 2013, men fortsatte på Kosta Boda i Kosta. Nybro kommun har købt Orrefors glasbruks udstillings- og konferencelokaler samt Orrefors hovedsæde, "Gästvillan". "Glasrikets Skatter" har købt alt museumsglas og hele Orrefors arkiv, som udstilles i Orrefors Museum på bruksområdet. Orefors-varemærket anvendes i dag for produkter fremstillet på glasbruket i Kosta. Brukets bygninger er restarerede og anvendes i dag til andre formål.

### Fæstampen
Fæstampen er en tidligere glasarbejderbolig i Orrefors. Den bygedes 1898, i forbindelse med etableringen af Orrefors glasbruk. Oprindeligt fandtes der ti en- och toværelses lejligheder i huset. Fæstampen er et velbevaret eksempel på den oprindelige bebyggelse i bruksmiljøet. Området og huset således fredet.
Husets navn, "Fæstampen", stammer fra at der tidligere lå en benstampe bag huset. I stampen fremstilledes benmel ved at knuse (stampe) ben af kreaturer. Vapnebæcksån, der i dag løber ca. 150 m nord for Fæstampen, løb tidligere præcis bag huset og vandkraften udnyttedes til at drive benstampen. Åens nuværende løb blev gravet i 1920'erne.
Arbejderne, der boede i huset betalede ikke husleje till bruket og de havde gratis brænde. Mestrene på bruket boede i toværelses lejligheder med eget køkken, mens de almindelige arbejdere boede i et værelse, ofte med delt køkken. Arbejderboligerne bugnede da med børn, for eksempel boede træuldshøvlerens familje med ti personer i et rum med køkken.
Silversparregatan, hvor Fæstampen ligger, er opkaldt efter Lars Johan Silfversparre, der grundlagde Orrefors jærnbruk i 1726.
I dag tjener Fæstampen som bolig for kommende glasblæsere og glaskunstnere, elever ved Riksglasskolan.